# Ессентуки (минеральная вода)

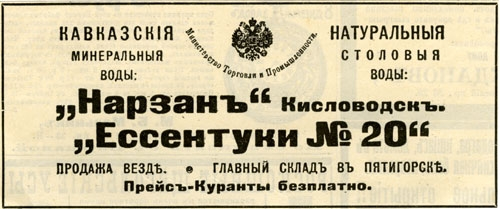
Реклама минеральных вод (1906)

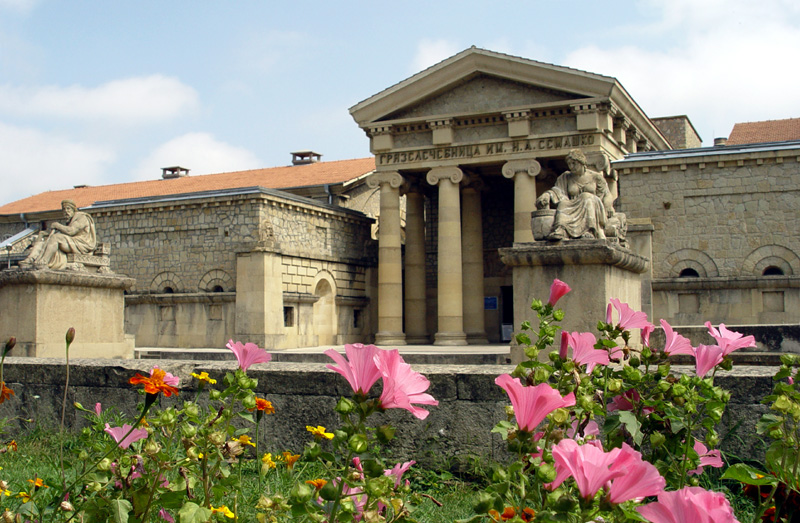
Здание грязелечебницы имени Н. А. Семашко

Ессентуки́ — минеральные воды популярного крупного бальнеологического города-курорта Ессентуки, расположенного в особо-охраняемом регионе Кавказские Минеральные Воды в России, широко известные во всем мире благодаря своим лечебным и оздоровительным свойствам. «Ессентуки № 17», «Ессентуки № 4» - основные минеральные источники города-курорта Ессентуки.

## Историческая справка

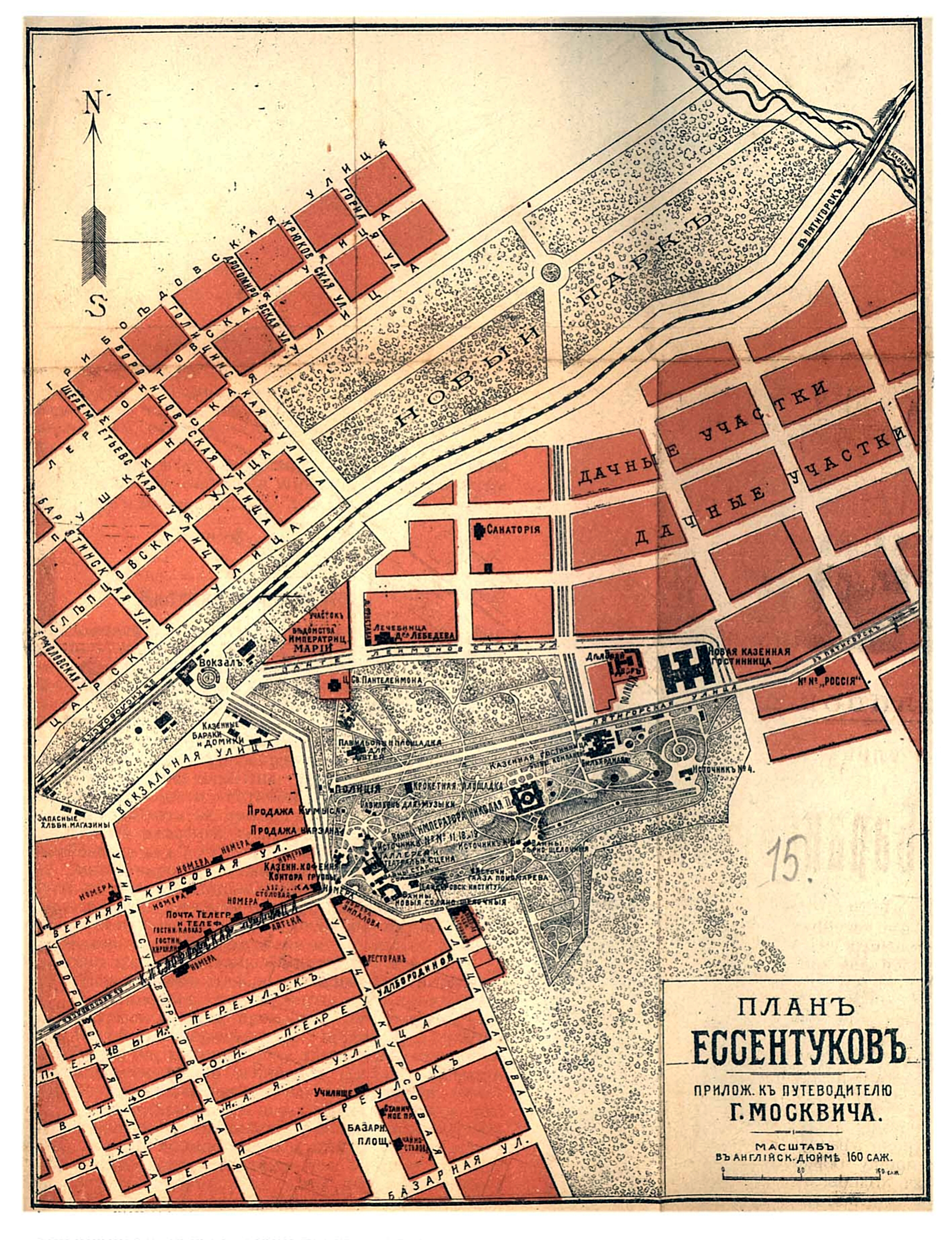
План Ессентуков начала XX века («Иллюстрированный практический путеводитель по Кавказу» Г. Г. Москвича)

Как утверждают историки, Ессентукские минеральные источники и полезные свойства воды из них были известны ещё во времена Золотой Орды в XIII – XIV веках.
В 1798 году началась история города Ессентуки. На берегу реки Ессентучок было возведено военное поселение для 300 семей донских казаков, которое затем выросло в знаменитый курорт. Первыми, кто обнаружил в Ессентуках минеральные источники, были лошади. Лошади казаков Ессентукского редута отказывались пить пресную воду из реки, зато с удовольствием пили соленую воду из болотца в степи, которое казаки в шутку прозвали «лошадиным источником».
Первое упоминание о Ессентуках относится к 1811 году, когда знаменитый врач Ф. П. Гааз, исследуя минеральные источники Кавказских Минеральных Вод, обнаружил соляно-щелочные ключи близ реки Бугунты, что описал в своей монографии «Замечания о Кавказских Минеральных Водах» (1811).
В 1822-23 гг. профессор Петербургской медико-хирургической академии А. П. Нелюбин обнаружил еще 20 минеральных источников, помимо открытых Гаазом, сделал их порядковую нумерацию и разбил согласно химическому составу на две большие группы: соляно-щелочные и серно-щелочные. Самыми богатыми по объему и химическому составу оказались источники под номерами 4 и 17. Эта историческая нумерация источников А. П. Нелюбина сохранилась и по сей день в названиях минеральных вод «Ессентуки № 4» и «Ессентуки № 17».
В 1840 году минеральные источники были введены в эксплуатацию. В 1846 году Царское правительство выкупило минеральные источники у казаков и начало их оборудовать. По личному распоряжению наместника Кавказа князя Михаила Семеновича Воронцова было разлито и отправлено 300 бутылок минеральной воды «Ессентуки № 17» в город Николаев адмиралу М. П. Лазареву.
История Курортного парка в Ессентуках началась в 1847 году, когда князь М. С. Воронцов решил озеленить Ессентукский курорт. В это же время был утвержден проект галереи с источником минеральной воды «Ессентуки № 17». Галерея была выполнена в английском стиле с византийскими и мавританскими элементами архитектуры. Открытие галереи состоялось через четыре года — в 1856 году.
В 1863 году в Ессентуках открылась первая небольшая гостиница на 3-4 номера, построенная одним из казаков станицы у ворот Курортного парка.
В 1871 году в Курортном парке заработала первая Разливная ессентукских вод при галерее источника № 17. Был организован розлив ессентукских вод на постоянной основе, а в крупных городах России и городах Европы была налажена продажа воды. Ессентукская минеральная вода продавалась в Лондоне, Париже, Праге и давала значительную прибыль казне. На средства от экспорта минеральной воды были построены многие здания в городе, в том числе образцовая Грязелечебница (1913-1915 гг.)
Новой вехой в истории Ессентуков стало открытие Владикавказской железной дороги в 1875 году, которая упростила сообщение КМВ с другими городами. После завершения строительства железнодорожной ветки поток отдыхающих в Ессентуки резко увеличился.
В 1925 году, когда все крупные сооружения были преобразованы в санатории, Ессентуки стали городом-курортом. Наряду с этим в городе строились новые здравницы. Постоянно велись работы по озеленению и благоустройству города.
В советские времена город-курорт превратился во всесоюзную здравницу, где отдыхали многие известные деятели культуры и искусства того времени: Станиславский, Шаляпин, Рахманинов, Куприн и многие другие.
В начале 1950-х годов началась промышленная добыча минеральной воды «Ессентуки № 4» и «Ессентуки № 17» из скважин Новоблагодарненского участка Ессентукского месторождения, что позволило существенно нарастить промышленный выпуск бутилированных «Ессентуков». В это же время производство из Курортного парка было перенесено на улицу Гааза, д. 5 А, в городе Ессентуки, где еще в 1911-1913 гг. был построен большой склад готовой продукции и подведена к нему отдельная железнодорожная ветка. На этом историческом заводе до сих пор продолжается розлив минеральных вод «Ессентуки № 4» и «Ессентуки № 17».
В 1989 году на территории Ессентуков была построена крупнейшая в стране питьевая галерея, способная принять до 5 тысяч посетителей в день, почему ее и прозвали Пятитысячником. Сегодня это одна из крупнейших питьевых галерей в Европе. В нее напрямую из источника поступает минеральная вода «Ессентуки № 4».
В 2022 году на территории и в окрестностях города Ессентуки имеется 23 источника с подземными минеральными водами, обеспечивающими питьевое и бальнеологическое лечение в санаторно-курортном комплексе Ессентукского курорта, а также промышленный розлив минеральной воды. В городе Ессентуки расположено 11 скважин и еще 12 скважин в его окрестностях в радиусе до 10-14 км.
Недропользователи:
- АО «Кавминкурортресурсы»: скважины 33-бис, 34-бис, 39-бис, 41-бис, 418, 56, 57-РЭ-бис, № 17-бис, № 36-бис, 24-бис-1. Центральный участок месторождения;
- Группа компаний «Холдинг Аква»:
  - ООО «Ессентукский завод минеральных вод на КМВ» 49-Э, № 46, 1-бис-Э. Новоблагодарненский участок;
  - ООО «Холод Розлив» – 71, 71-Н. Западно-Быкогорский участок.

## Месторождение
Ессентукское месторождение минеральных вод находится в центральной части эколого-курортного региона Кавказские Минеральные Воды (КМВ) на территории города Ессентуки и его ближайших окрестностей. Ессентукское месторождение поделено на семь участков: Центральный, Средне-Ессентукский, Новоблагодарненский, Западно-Быкогорский, Быкогорский, Горный и Бугунтинский.

## Разновидности и химический состав
В городе-курорте Ессентуки для питьевого и бальнеологического лечения используются углекислые и углекисло-сероводородные минеральные воды Ессентукского и Бештаугорского месторождений.
К углекислым водам относятся холодные и термальные хлоридно-гидрокарбонатные натриевые среднеминерализованные (уровень минерализации 7,0—10,0 г/л) лечебно-столовые воды «Ессентуки № 4» и высокоминерализованные (уровень минерализации 10,0—14,0 г/л) лечебные воды Ессентуки № 17 Центрального, Новоблагодарненского и Западно-Быкогорского участков.
Процесс формирования минеральной воды «Ессентуки» в недрах Приэльбрусья занимает более 800 лет. Дождевые и талые воды просачиваются через породы Кавказских гор, которые под действием древнего вулкана Эльбруса растворяются, обогащая воду полезными минералами и газами. Природный напор воды в скважинах настолько силен, что минеральная вода «Ессентуки» выходит на поверхность самостоятельно с глубины более чем 200—1000 м.
Полный химический состав «Ессентуков № 4» насчитывает более 30 минеральных веществ, основной химический состав указан в ГОСТе Р 54316-2020. Полезные свойства минеральной воды «Ессентуки» помогают выводить из организма токсины, способствуют улучшению функции иммунной системы, положительно влияют на состояние желудочно-кишечного тракта, нормализуют выработку инсулина и способствуют нормализации обмена веществ.
| Название      | Ессентуки № 4                                                                                               | Ессентуки № 17                                                                |
| Источник      | Ессентукское месторождение, скважины №№33-бис, 34-бис, 39-бис, 41-бис, 49-Э, 418', 56, 57-РЭ-бис, 71, 71-Н. | Ессентукское месторождение, скважины №№17-бис, 36-бис, 24-бис-1, 46, 1-бис-Э. |
| Назначение    | лечебно-столовая                                                                                            | лечебная                                                                      |
| Минерализация | средняя (7,0—10,0 г/л)                                                                                      | высокая (10,0—14,0 г/л)                                                       |
| HCO3-         | 3400—4850                                                                                                   | 4850—6500                                                                     |
| SO42-         | 0,5—30 | 0,5—70                                                                        |
| Cl-           | 1300—2000                                                                                                   | 1700—2800                                                                     |
| Ca2+          | 10—150 | 50—150                                                                        |
| Mg2+          | 5—65 | 30—95                                                                         |
| Na+ + K+      | 2000—3000                                                                                                   | 2700—4000                                                                     |
| Н2SiO3        | 10—50 | 10—50                                                                         |
| Н3BO3         | 30—60 | 40—70                                                                         |

## Промышленное производство
Сегодня добыча и розлив минеральной воды «Ессентуки № 4» и «Ессентуки № 17» осуществляется только группой компаний «Холдинг Аква», которая является правообладателем на НМПТ (наименование места происхождения товара) этих видов вод. Промышленный розлив минеральной воды «Ессентуки № 4» осуществляется из скважин 49-Э, 71, 71-Н, а минеральной воды «Ессентуки № 17» — из скважин 46, 1-бис-Э Ессентукского месторождения в Ставропольском крае в России.